# Calle Conteros
La calle Conteros es una vía pública de la ciudad española de Sevilla.

## Descripción
La vía, cuyo título es de origen gremial, discurre desde la calle Francos hasta Argote de Molina. Aparece descrita en la Noticia histórica del origen de los nombres de las calles de esta ciudad de Sevilla (1839) de Félix González de León con las siguientes palabras:

Calle de los Conteros. Está en el cuartel A. y en la parroquia del Sagrario. Su nombre se deriba de haber estado en ella los de este oficio en los primeros años de la conquista. Tambien la hallo nombrada de los Gorreros, y Latoneros, tal vez por la misma razon. En una de sus esquinas hàcia la mediacion, hay un pequeño retablo en alto dedicado á la Santísima Trinidad. La calle es angosta, pricipia en la plazoleta del Silencio, y concluye en las gradas del Norte de la catedral.
(González de León, 1839, p. 249)